# 5318 Dientzenhofer
Az 5318 Dientzenhofer (ideiglenes jelöléssel 1985 HG1) a Naprendszer kisbolygóövében található aszteroida. Antonín Mrkos fedezte fel 1985. április 21-én.